# 349P/Lemmon
Pour les articles homonymes, voir Comète Lemmon.
349P/Lemmon est une comète périodique tout d'abord identifiée comme un astéroïde découvert le 14 mars 2010 par le programme de relevé astronomique Mount Lemmon Survey et recevant le nom de 2010 EY90.
Un lien est établi avec une comète repérée par le programme Pan-STARRS le 26 janvier 2017 et dénommée 2017 B1. Il s'agit d'un seul et même objet, qui a également été retrouvé sur des images du Mount Lemmon Survey datée du 7 janvier 2017,.